# Mitteraich
Mitteraich ist ein Ortsteil der Gemeinde Guteneck im Landkreis Schwandorf in Bayern.

## Geographie
Der Weiler liegt etwa drei km nordwestlich des Kernortes Guteneck und etwa 20 km westlich der Landesgrenze zu Tschechien im mittleren Oberpfälzer Wald. Südlich verläuft die Staatsstraße St 2156.
Südlich des Ortes fließt der Zitterbach.

## Geschichte
Das bayerische Urkataster zeigt Mitteraich in den 1810er Jahren mit 10 Herdstellen und einem etwa 3500 m² großen Weiher.